# Zypern beim Eurovision Young Musicians
Übertragende Rundfunkanstalt

Erste Teilnahme
1988
Bisher letzte Teilnahme
2010
Anzahl der Teilnahmen
12
Höchste Platzierung
k. A.
Dieser Artikel befasst sich mit der Geschichte Zyperns als Teilnehmer des Wettbewerbs Eurovision Young Musicians.

## Regelmäßigkeiten der Teilnahme und Erfolg im Wettbewerb
Zypern nahm erstmals 1988 am Wettbewerb teil, wobei der Pianist Plotinos Mikromatis bereits im Halbfinale ausschied.
Im Jahr 2000 , jedoch kehrte man bereits 2002 wieder zum Wettbewerb zurück. Jedoch erreichte man auch danach nie das Finale. 
2012 zog sich der zuständige Sender, die Cyprus Broadcasting Corporation (CyBC) erstmals vom Wettbewerb zurück aus finanziellen Gründen. Zuletzt sagte man 2018 aus finanziellen Gründen ab. Allerdings gab CyBC bekannt, dass man wieder teilnehmen wolle, sobald die nötigen finanziellen Mittel vorhanden seien.
Ohne eine einzige Finalteilnahme zählt Zypern zu den erfolglosesten Teilnehmern in der Geschichte des Eurovision Young Musicians.

## Liste der Beiträge
Farblegende: – 1. Platz. – 2. Platz. – 3. Platz. – ausgeschieden im Halbfinale/in der Qualifikation. – keine Teilnahme/nicht qualifiziert.
| Jahr                               | Interpret                | Instrument               | Stücke | Platz Finale             | Platz Halbfinale         | Nationale Vorentscheidung |
| ---------------------------------- | ------------------------ | ------------------------ | --- | ------------------------ | ------------------------ | ------------------------- |
| 1988                               | Plotinos Mikromatis      | Klavier                  | Konzertstück in F, Op. 79 von Carl Maria von Weber                                                          | Ausgeschieden            | k. A. / 16               |                           |
| 1990                               | Constantinos Stylianou   | Klavier                  | Piano Concerto No. 1 in Es-Dur von Franz Liszt                                                              | Ausgeschieden            | k. A. / 18               |                           |
| 1992                               | Manolis Nephytou         | Klavier                  | unbekannt                                                                                                   | Ausgeschieden            | k. A. / 13               |                           |
| 1994                               | Manolis Neophytou        | Klavier                  | Prelude and Fugue op. 87 No. 5 in D von Dmitri Dmitrijewitsch Schostakowitsch                               | Ausgeschieden            | k. A. / 24               |                           |
| 1996                               | Manolis Neophytou        | Klavier                  | unbekannt                                                                                                   | Ausgeschieden            | k. A. / 17               |                           |
| 1998                               | Nikólasz Melísz          | Klavier                  | unbekannt                                                                                                   | Ausgeschieden            | k. A. / 14               |                           |
| 2000                               | Roman Kariolou           | Violine                  | unbekannt                                                                                                   | Ausgeschieden            | k. A. / 24               |                           |
| 2002                               | Andreas Joannidis        | Cello                    | unbekannt                                                                                                   | Ausgeschieden            | k. A. / 18               |                           |
| 2004                               | Andreas Joannidis        | Cello                    | unbekannt                                                                                                   | Ausgeschieden            | k. A. / 16               |                           |
| 2006                               | Jórgosz Mánnurisz        | Klavier                  | unbekannt                                                                                                   | Ausgeschieden            | k. A. / 8                |                           |
| 2008                               | Orfeas Hiratos           | Klarinette               | Sonate: Allegro von Franz Danzi Fantasiestücke I von Robert Schumann 4 Miniatures: Nos 3 & 4 von Bruno Brun | Ausgeschieden            | k. A. / 9                |                           |
| 2010                               | Lambis Pavlou            | Klavier                  | unbekannt                                                                                                   | Ausgeschieden            | k. A. / 9                |                           |
| 2012 2014 2016 2018 2020 2022 2024 | Auf Teilnahme verzichtet | Auf Teilnahme verzichtet | Auf Teilnahme verzichtet                                                                                    | Auf Teilnahme verzichtet | Auf Teilnahme verzichtet | Auf Teilnahme verzichtet  |